# Christian Johann Heinrich Schmidt
Christian Johann Heinrich Schmidt (* 20. November 1810 in Hamburg; † 18. Oktober 1885 in Leipzig) war ein deutscher Lokomotivführer. Er ging als erster sächsischer Lokomotivführer in die Eisenbahngeschichte ein.

## Leben
Schmidt wurde am 20. November 1810 in Hamburg geboren. 1834 wanderte er als Schlossergeselle nach Dresden. Dort arbeitete er von 1837 und 1841 unter Johann Andreas Schubert in der 1836 gegründeten Maschinenbau-Aktiengesellschaft an den Lokomotiven Saxonia und Columbus.
Ab 1. Oktober 1840 war Schmidt Lokführer und wurde am 22. Januar 1841 zum ersten festangestellten Lokführer der Leipzig-Dresdner Eisenbahn-Compagnie ernannt.
Schmidt ging am 1. August 1875 nach 34 Dienstjahren in Pension. Er starb am 10. Oktober 1885 in Leipzig. Von seinen elf Kindern wurde ein Sohn, Heinrich Schmidt, ebenfalls Lokführer.